# Éric Serra
Éric Serra (Saint-Mandé, 9 settembre 1959) è un compositore francese di colonne sonore cinematografiche.

## Biografia
Serra è un affermato bassista e compositore, celebre soprattutto per le colonne sonore realizzate per molti film a partire dagli anni Ottanta; il suo sound caratterizzato dall'uso del sintetizzatore è inconfondibile. 
Deve la sua fortuna in particolare alla collaborazione con il regista francese Luc Besson, per il quale ha scritto le musiche di molti film, tra cui Subway, Le Grand Bleu, Nikita, Léon, Il quinto elemento, Giovanna d'Arco e Arthur e il popolo dei Minimei.
Degno di nota anche il suo lavoro per uno dei film di James Bond più conosciuti, GoldenEye; anche se criticato dai "puristi" della saga, che malvolentieri hanno digerito la carica innovatrice imposta dal compositore francese, le sue musiche hanno ricevuto il plauso degli addetti ai lavori e hanno contribuito in una certa maniera al successo del film e al rilancio mondiale della saga della spia inglese. 

## Filmografia parziale

### Colonne sonore
- Le Dernier Combat, regia di Luc Besson (1983)
- Subway, regia di Luc Besson (1985)
- Kamikaze, regia di Didier Grousset (1986)
- Le Grand Bleu, regia di Luc Besson (1988)
- Nikita, regia di Luc Besson (1990)
- Léon, regia di Luc Besson (1994)
- GoldenEye, regia di Martin Campbell (1995)
- Il quinto elemento (Le Cinquième Élément), regia di Luc Besson (1997)
- Giovanna d'Arco (The Messenger: The Story of Joan of Arc), regia di Luc Besson (1999)
- Wasabi, regia di Gérard Krawczyk (2001) - insieme a Nadia Farès
- Rollerball, regia di John McTiernan (2002)
- Jet Lag, regia di Danièle Thompson (2002)
- Il monaco (Bulletproof Monk), regia di Paul Hunter (2003)
- Bandidas, regia di Joachim Rønning e Espen Sandberg (2006)
- Arthur e il popolo dei Minimei (Arthur et les Minimoys), regia di Luc Besson (2006)
- Arthur e la vendetta di Maltazard (Arthur et la vengeance de Maltazard), regia di Luc Besson (2009)
- The Lady - L'amore per la libertà (The Lady), regia di Luc Besson (2011)
- Lucy, regia di Luc Besson (2014)
- Anna, regia di Luc Besson (2019)
- Dogman, regia di Luc Besson (2023)

### Attore
- Subway, regia di Luc Besson (1985)